# Novenki
Novenki (del ruso: Новенький) es un jútor del raión de Uspénskoye del krai de Krasnodar, en el sur de Rusia. Está situado en la orilla derecha del río Kubán, 22 km al noroeste de Uspénskoye y 172 km al este de Krasnodar, la capital del krai. Tenía 196 habitantes en 2010
Pertenece al municipio Ubézhenskoye.